# 哈里斯·梅杜尼亚宁
哈里斯·梅杜尼亚宁（發音：[xâːris medûːɲanin]；1985年3月8日—），是一名波斯尼亚和黑塞哥维那足球运动员，在场上司职中场，目前效力于荷兰足球乙级联赛球隊施禾利。

## 个人经历
1985年3月8日，梅杜尼亚宁出生于当时还属于南斯拉夫的萨拉热窝。1992年前南内战之一的波黑战争爆发，梅杜尼亚宁的父亲死于战乱。随后梅杜尼亚宁随家人迁居荷兰，定居于荷兰的梅杜尼亚宁也因此获得了荷兰与波黑的双国籍。

## 俱乐部生涯
梅杜尼亚宁的职业球员生涯始于荷兰的著名球会AZ阿尔克马尔，2006-2007赛季，他在被租借到鹿特丹斯巴达的一个赛季里以32次联赛出场射入7球的高光表现完赛，随后便引起西甲球队巴利亚多利德关注，并于2007-2008赛季斥资30万欧元将其引入帐下。
在西班牙度过两年后，由于球队降级，梅杜尼亚宁转会以色列，加盟特拉维夫马卡比，转会费为77.5万欧元。在以色列联赛的两年里，梅杜尼亚宁46次联赛出场，有9球入账。随后，他又转战土耳其，为加济安体育效力两个赛季。
2014-2015赛季，梅杜尼亚宁以自由转会方式加入了西甲联赛拉科鲁尼亚队。

## 国家队生涯
拥有荷兰与波黑双国籍的梅杜尼亚宁曾入选荷兰各级别青年队。2007年，他还代表荷兰 U21出战了当年的欧洲U21锦标赛上，并最终夺冠。决赛中，荷兰青年军击败的正是另一支来自前南地区的国家队——塞尔维亚。
2009年，梅杜尼亚宁最终决定代表自己的祖国波黑出战成年国家队的比赛。 2009年11月18日，他在与葡萄牙队的比赛中，完成了代表波黑的首秀。梅杜尼亚宁也代表祖国参加了2014年巴西世界杯，于小组赛阶段两次出场。迄今为止，梅敦亚宁代表波黑共37次出场，打进5球。

## 外部連結
- Stats at Voetbal International（页面存档备份，存于） （荷兰文）
- BDFutbol profile（页面存档备份，存于）
- 哈里斯·梅杜尼亚宁在 National-Football-Teams.com 上的出场纪录
- 哈里斯·梅杜尼亚宁 – FIFA國際賽競賽紀錄 (存檔)